# Surawangi
Surawangi is een bestuurslaag in het regentschap Majalengka van de provincie West-Java, Indonesië. Surawangi telt 4315 inwoners (volkstelling 2010).